# BCC그룹
BCC그룹 (Business Connect C. Group) 혹은 BCC글로벌 (BCC Global)은 미국 캘리포니아와 국제금융허브 순위 4위의 상하이에 거점을 두고 미국 뉴욕, 인도, 대한민국 서울에 현지 법인이 있는 글로벌 컨설팅업체다. 회장은 하버드 MBA 출신의 대만계 미국인 테드 린(Ted Lin)과 스탠퍼드 대학교 컴퓨터 엔지니어링학과 학사 졸업의 중국계 미국인 장 자오(Chang Zhao). 린 회장과 장 대표는 중화권 내 공급망 관리 테크 프로젝트 개발을 했고, CTO도 담당하였다. 포춘 500대 기업을 위한 프로젝트도 책임졌으며 중화권 사상 최대규모 소프트웨어 계약도 성사시켰다. 중국의 대표적 IT/AI통이기도 하다. 공동창업자 3명은 스탠퍼드와 하버드 MBA 동문이다. 미국, 한국, 일본, 유럽, 인도 대기업에게 중화권 시장에 대한 리서치 정보를 제공하는 것이 주된 비즈니스이다. BCC그룹 3인자인 부사장은 한국인이다. BCC는 글로벌 직원 대다수가 20대 후반이다.
BCC는 2023년 기준 전세계 52만명에 달하는 전문가 네트워크를 보유하고 있다. BCC는 중화권에서만큼은 대표적인 비즈니스 컨설팅업체중 하나다. 넓은 인적 네트워크를 바탕으로 포춘 500대 기업에 포함되는 글로벌 기업들을 비롯해 각 산업의 다양한 기업들이 중국과 중화권 진출 시 효과적인 전략 수립을 수립하도록 서포트한다. 맥킨지 & 컴퍼니와 보스턴컨설팅그룹, 베인앤컴퍼니 등 영미권의 대표적인 컨설팅업체들과도 협정을 맺고 있다. 대한민국 국내에서는 한국 주요 대기업이 고객의 주축이다. Confidentiality를 최우선으로 두고 크로스보더 기밀 준수와 현지 법인과 클라이언트 간의 상부상조를 원칙으로 한다.